# 大樹連司
大樹 連司（おおき れんじ、1982年8月8日 - ）は、日本の小説家、ライトノベル作家、脚本家。茨城県出身。本名の前島 賢（まえじま さとし）名義ではライター、評論家として活動。

## 略歴
自由の森学園高等学校、国際基督教大学教養学部卒業。
2000年よりNHK『真剣10代しゃべり場』第1期レギュラー。
東浩紀が2003年12月から2005年1月まで発行していたメールマガジン『波状言論』編集スタッフを経て、2004年にライターデビュー。
2005年、ユリイカ増刊号『オタクVSサブカル！』（青土社）掲載評論「僕をオタクにしてくれなかった岡田斗司夫へ」にて文筆活動を開始。
2007年より大樹連司名義でライトノベル作家としても活動を始める。
2008年より数年にわたり『ドラゴンマガジン』にてライトノベル紹介コラムを担当。
2014年10月、eBookJapanにて『ラノベ漂流20年！「前島賢の本棚晒し」』の連載を開始。2017年3月に終了。
2016年、大樹連司と前島賢が同一人物であることを明かした。
2017年より大樹連司名義でニトロプラスに所属（前島賢名義では個人として活動）。
2021年まで10年間、前島賢名義で朝日新聞にてライトノベルを中心とした書評『茶話 ラノベ』『エンタメ for around 20』を連載。
2024年、ニトロプラスを退社しフリーランスとなる。

## 人物
- 小学生の時に水野良『ロードス島戦記』、中村うさぎ『ゴクドーくん漫遊記』、神坂一『スレイヤーズ』の洗礼を受けたと語っている[どこ?]。
- 『S-Fマガジン』2015年10月号（伊藤計劃特集）に評論「ボンクラ青春SFとしての『虐殺器官』〜以後とか以前とか最初に言い出したのは誰なのかしら？〜」を寄稿。

## 著作

### 大樹連司名義（小説）

#### オリジナル小説
- 『勇者と探偵のゲーム』（2009年6月、一迅社文庫）
- 『ほうかごのロケッティア School escape velocity』（2009年12月、ガガガ文庫）
- 『星灼のイサナトリ』（2010年4月、一迅社文庫）
- 『お嬢様のメイドくん』（2010年12月、一迅社文庫）
- 『オブザデッド・マニアックス』（2011年5月、ガガガ文庫）
- 『ボンクラーズ、ドントクライ』（2012年1月、ガガガ文庫）
- 『おまえは私の聖剣です。』全3巻（2012年5月 - 2013年1月、GA文庫）

#### ノベライズ
- 『ぼくらの 〜alternative〜』全5巻（2007年5月 - 2008年6月、ガガガ文庫）
- 『スマガ』全3巻（2008年10月 - 2009年8月、ガガガ文庫）
- 『楽園追放2.0 楽園残響 -Godspeed You-』（2015年9月[11]、Nitroplus Books / 2016年1月、ハヤカワ文庫JA）
- 『GODZILLA 怪獣黙示録』（2017年10月、角川文庫）[12]
- 『GODZILLA プロジェクト・メカゴジラ』（2018年4月、角川文庫）

#### アンソロジー等収録
「」内が大樹連司の作品
- 『スマガ&スマガスペシャル Perfect Graphics』（2009年12月、マックス） - 「スマガTG」
- 『日本SFの臨界点［恋愛篇］ 死んだ恋人からの手紙』（編：伴名練、2020年7月、ハヤカワ文庫JA） - 「劇画・セカイ系」

#### その他媒体
- 「走れ、沖！」（『スマガ』&『スマガスペシャル』公式サイト[13]）
- 『REVENGER』「No one knows what the future holds.」（2023年4月、『REVENGER』Blu-ray 上巻 封入特典[14]）
- 『REVENGER』「A man dies, his name remains.」（2023年7月、『REVENGER』Blu-ray 下巻 封入特典[15]）

#### 同人（文芸）
いずれも共著。「」内が大樹連司の作品
- 『正常小説。』（2011年8月、ラノベ作家休憩所） - 「劇画・セカイ系」
- 『中性小説。』（2012年8月、ラノベ作家休憩所） - 「学園都市DDR」
- 『救世小説。』（2014年8月、ラノベ作家休憩所） - 「Unforgiven Stranger」

### 前島賢名義
- 『探偵小説のクリティカル・ターン』（編：限界小説研究会、2008年1月、南雲堂） - 共著。「『ひぐらしのなく頃に』の二つの顔――竜騎士07論」を執筆
- 『セカイ系とは何か ポスト・エヴァのオタク史』（2010年2月、ソフトバンク新書）
  - 【改題】『セカイ系とは何か』（2014年4月、星海社文庫）

## ゲーム
- BALDR SKY DiveX "DREAM WORLD"（2010年、戯画、シナリオ）
- 凍京NECRO＜トウキョウ・ネクロ＞ SUICIDE MISSION（2019年 - 2022年、ニトロプラス・DMM GAMES、イベントシナリオ等[16]）
- Dolls Nest（2025年、ニトロプラス[17]）

## アニメ
- アズールレーン（2019年 - 2020年、脚本・脚本協力）
- OBSOLETE（2019年 - 2020年、脚本）
- バブル（2022年、脚本）
- REVENGER（2023年、脚本）[18]